# Köschinger Bach
Der Köschinger Bach ist ein linker Zufluss des Mailinger Bachs bei Ingolstadt in Oberbayern.

## Verlauf

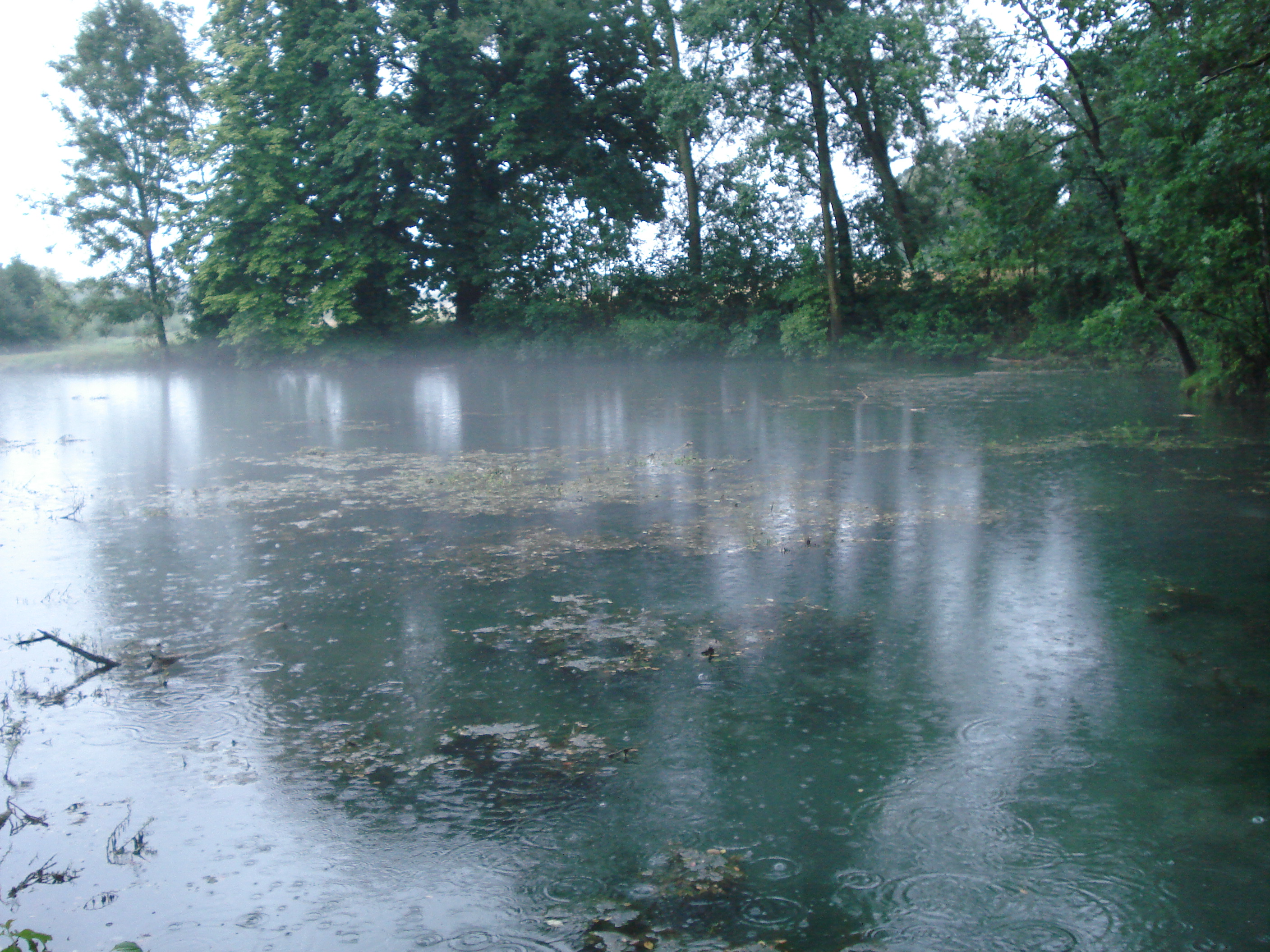
Brunnhauptner Weiher

Der Köschinger Bach entspringt der Karstquelle Brunnhauptner Weiher bei Kösching. Er fließt zunächst nach Osten in den Kernort und knickt dann in südliche Richtung ab. Vorbei an Desching erreicht er Großmehring. Dort mündet er in den Mailinger Bach.
Im Bachbett des Köschinger Baches fand man im Februar 1997 das Ritterschwert aus Kösching.

## Zuflüsse
- Klingenbach (links)
- Lentinger Bach (rechts)
- Dettelbach (links)